# Стивен Џоунс
Стивен Џоунс (енгл. Stephen Jones; Aberystwyth, 8. децембар 1977) бивши је велшки рагбиста. Највећи део каријере провео је у Велсу играјући за Ланели Скарлетсе. Две године био је у француској лиги,у Клермону. А једну сезону 2012–2013. провео је у Воспсима. За репрезентацију Велса је дебитовао у тест мечу против "спрингбокса" 1998. Био је један од кључних играча у екипи Велса, када је 2005. освојен гренд слем у купу шест нација. Посебно је бриљирао у Паризу против Француске и против Ирске у Кардифу. Проглашен је за најбољег отварача у Европи 2005. Од 2007. па надаље имао је мању минутажу, због добрих партија Џејмса Хука. Играо је на 2 светска првенства (2007, 2011). Последњи меч у националном дресу, одиграо је 21. октобра 2011. против "Валабиса". Играо је и за британске и ирске лавове 2005, против Новог Зеланда и 2009, против Јужноафричке Републике. У фебруару 2013. објавио је да престаје да игра рагби. Верен је и има једног сина. Од 2013, почео је да ради као тренер. Најпре је био тренер за напад у Воспсима, а затим тренер бекова (линије) у Скарлетсима.